# Shared Services
Unter dem Begriff Shared Services wird die Konsolidierung und Zentralisierung von Dienstleistungsprozessen einer Organisation verstanden. Dabei werden gleichartige Prozesse aus verschiedenen Bereichen eines Unternehmens bzw. einer Organisation zusammengefasst und von (einer) zentralen Stelle(n) oder Abteilung(en) erbracht. Die anbietende Stelle wird in der Regel als Shared Service Center, kurz SSC, bezeichnet. Die Abteilungen, welche die Dienstleistungen in Anspruch nehmen, stehen in einer Art Kundenverhältnis zum SSC.
Im Unterschied zum Outsourcing, bei dem externe Dienstleister mit einer Dienstleistung beauftragt werden, handelt es sich bei der Shared-Service-Konstruktion um eine Art internes Outsourcing. Dieses soll die Vorteile eines externen Dienstleisters und interner Mitarbeiter verbinden. Bei einigen Ausnahmen wird der Begriff Shared Services bzw. Shared Service Center dennoch für Beziehung mit einem externen Dienstleister verwendet.
Wichtige Prinzipien sind:
- Preis-/Kostentransparenz,
- kurze Latenzzeiten (Wartezeiten, Schwerpunktsetzung, Überhang, Nachsteuerung)
- unternehmerisches Handeln (Management),
- Kundenorientierung (höhere Service-Qualität),
- Benchmarking (kontinuierliche Verbesserung),
- Prozessorientierung und Standardisierung
- Prozessmonitoring

## Geschichte
In den 80er Jahren war das Schlagwort in der Unternehmensorganisation die Dezentralisierung.
Es zeigte sich jedoch, dass die Gesamtunternehmenssteuerung durch die verteilten Prozesse erheblich erschwert wurde. Die Prozesse konnten zwar in den einzelnen Gesellschaften optimiert werden, das Gesamtoptimum für den Konzern konnte damit jedoch nicht erreicht werden. Außerdem erforderte die zu Beginn der 90er Jahre startende Einführung integrierter Prozesse (z. B. Qualitätsmanagementsysteme) auch einheitliche IT-Systeme.
Als nächstes Schlagwort folgte Outsourcing. Die Grundidee war es, sich auf das Kerngeschäft zu konzentrieren und die immer mehr anwachsenden Nebendienstleistungen von Externen zu kaufen. Doch auch hier entstanden immer größere Probleme für die Unternehmen. Man wurde als Unternehmen von Dritten abhängig. Außerdem führte der Umgang dieser Dritten mit sensiblen Finanz-, Kunden- und Personaldaten immer wieder zu datenschutzrechtlichen Problemen. Auch bedeutet Outsourcing mitunter den Abbau von Stellen, was zu Widerstand im Unternehmen führt.

## Kennzeichen geeigneter Prozesse
Kennzeichen geeigneter Prozesse sind:
- Hoher Grad der Standardisierung,
- hohe Anzahl an Wiederholungen desselben Prozesses,
- hoher Grad an Systemunterstützung z. B. durch ERP-Systeme und dort insbesondere durch Workflows
- nur wenige Ausnahmen

## Vorteile
Shared Service Center sollen Vorteile eines externen Dienstleisters und interner Mitarbeiter verbinden.
Der qualitative Vorteil soll zu einer niedrigeren Fehlerrate führen, die man durch die Spezialisierung („Lernkurve“) in einem Shared Service Center erwartet. Dieser Effekt konnte bisher nicht nachgewiesen werden. Rechtliche und regulatorische Anforderungen wie bspw. Basel II, Sarbanes-Oxley Act etc. führen zwar immer häufiger dazu, dass Prozesse in ein Shared Service Center verlagert werden, um sie besser kontrollieren zu können.
Die Steigerung der Prozesseffizienz als quantitativer Vorteil lässt sich auf drei Ursachen zurückführen: Erstens können sich durch die Zusammenlegung gleichartiger Prozesse Skaleneffekte ergeben. Dies geschieht nicht automatisch, sondern muss durch entsprechende Investitionen in Prozessmanagement und IT (z. B. durch Self Services, Workflows etc.) realisiert werden. Zweitens sind durch eine gleichzeitige Verlagerung des Ortes Reduzierungen für Miet-, Gebäude-, Neben-, Telekommunikations- und Reisekosten möglich. Drittens sind Kostenreduzierungen bei Löhnen und Gehältern möglich, z. B. durch Near- oder Offshoring oder durch die Möglichkeit, andere bzw. keine Tarifverträge anwenden zu müssen. Insbesondere bei Offshoring in zentral-osteuropäischen Ländern erweist sich die generell höhere Qualifikation der eingestellten Mitarbeiter in Kombination mit wesentlich niedrigeren Gehältern als Vorteil für ein Unternehmen um sowohl die Prozessqualität zu verbessern als auch die Prozesskosten zu senken.
Meist wird noch als Vorteil genannt, dass das Management eines Unternehmens sich auf die Kernprozesse konzentrieren kann. Dies kann ein Trugschluss sein, wenn die Managementprozesse zur Planung, Steuerung und Kontrolle eines Shared Service Centers (ebenso wie beim Outsourcing der Prozesse) komplett bestehen bleiben und nicht verschmälert werden können.

## Nachteile
Die Kundennähe verringert sich durch die Zentralisierung tendenziell. Die Prozesse in den ursprünglichen Abteilungen müssen entsprechend angepasst werden.
Eventuell kann die räumliche Distanz sich negativ auf die Leistungserbringung auswirken.
Der Abstimmungsaufwand erhöht sich tendenziell.
Im Übrigen kann aufgrund des gewünschten Spareffektes i. d. R. die Qualität der zu bearbeitenden Inhalte verloren gehen, da hier auf Billigkräfte mit teilweise minderer Qualifikation gesetzt wird, um das Gehaltsniveau zu senken (bevorzugt Osteuropa). Die wenigen qualifizierten Kräfte können hier die Fachkenntnisse im geforderten Umfang nicht mehr vorhalten, was wesentlichen Einfluss auf die Arbeitsinhalte hat und sich somit auf das Controlling niederschlägt. Um diesen Effekten vorzubeugen, empfiehlt es sich, eher höher qualifizierte Mitarbeiter, allerdings mit einem trotzdem deutlich niedrigeren Gehaltsniveau einzustellen. Damit wird sowohl eine niedrigere Kostenstruktur als auch eine ggf. erhöhte Servicequalität sichergestellt.
Ferner stellt sich ebenfalls die Motivation und die Loyalität der Mitarbeiter für das Unternehmen problematisch dar. Fluktuationsraten sind i. d. R. sehr hoch und die Dauer der Beschäftigungsverhältnisse kurz. Die Mitarbeiter eines SSC erhalten zumeist nur befristete Arbeitsverträge und prekäre Konditionen. Das SSC eignet sich daher nur für wenige ausgesuchte Bereiche die hier abzufangen sind.
Fremdsprachige Callcenter sowie gesamte Abteilungen (z. B. Finanzen) haben den Kampf um den Kunden längst verloren. Die verringerte Kundennähe hat sich als gravierend herausgestellt und wiegt an Kostenersparnis nicht das auf, was an tatsächlichen Absatz- und Kundenverlust zusätzlich ausgelöst wird. Diese Kennzahl ist meistens nicht messbar, wird jedoch von allen Vertrieben bestätigt.
Seitens der Finanzbehörden ist man ebenfalls in dieser Weise hellhörig geworden, da die Leistungen, insbesondere im Bereich Rechnungswesen, oft in keiner Weise den hiesigen Gesetzesanforderungen entsprechen (z. B. Aufbewahrungsfrist digitalisierter Belege unter dem Anspruch einer digitalen Signatur). Die Erfahrung hat gezeigt, dass allein dieser Anspruch weitgehend unterschätzt wird und dies somit oftmals Jahre später zu erhöhten Steuernachzahlungen führt. Der Verlust des uneingeschränkten Testats durch Wirtschaftsprüfer bezüglich des Jahresabschlusses ist zwischenzeitlich nicht selten, was für ein börsennotiertes Unternehmen überhaupt nicht akzeptabel ist. Wirtschaftsprüfer sind hier weiterhin aufgefordert, im Falle der Nutzung des SSC im Bereich Finanzen ein schärferes Augenmaß walten zu lassen.
Durch die überdimensionierten Gehaltsforderungen in Osteuropa (10–20 % p. a.)aufgrund der geringen Arbeitslosenquote ist die Frage zur Gründung eines SSC derzeit in Osteuropa rein akademisch.
Lediglich eingeschränkte SSC's im Inland oder im Callcenterbereich mit entsprechender Sprachqualifikationen erscheinen praktikabel. Die Akzeptanz hierzu ist am Markt weiterhin gering.
Der Trend geht daher wieder zurück zum vollständigen Profitcenter mit dem vollständigen Querschnitt, um der gewünschten Transparenz Rechnung zu tragen.

## Eignung
Die Implementierung von Shared Services eignet sich für Supportprozesse, sofern sie nicht geografisch gebunden sind, ausreichend häufig vorkommen und ein ausreichend großes Standardisierungspotenzial aufweisen. Dies trifft in der Praxis vor allem für Prozesse des Personalwesens (Human Resources), eingeschränkt im Finanzwesen (Financial Supply Chain), Beschaffung (Procurement) und der internen IT (z. B. Helpdesk) zu.
In der Unternehmenspraxis haben sich bisher folgende Bereiche und Support-Funktionen für Shared Services als geeignet erwiesen (ohne Anspruch auf Vollständigkeit):
- Archiv und Dokumentation
- Büroeinrichtung und Umzugsmanagement
- Büromaterial
- Controlling
- Facility Management (Gebäude- und Flächenmanagement)
- Fuhrpark
- Graphiken und Präsentationen
- Information und Recherche
- IT-Service
- Kopier-Service
- Logistik
- Marketing
- Personalverwaltung
- Post- und Adress-Service
- Reisemanagement
- Telefonzentrale
- Übersetzungen

- Finanzwesen im Allgemeinen hat sich in der Praxis bisher durchweg als nicht erfolgreich erwiesen. Lediglich die bausteinmäßige Nutzung (z. B. Reisekostenabrechnung oder Stammdatenverwaltung) erscheint im kleinen Bereich praktikabel.

In der Regel sollten nicht vollständige Bereiche in ein Shared Service Center ausgelagert werden. Stattdessen sollten einzelne Prozesse betrachtet werden wie z. B. im Bereich Finanzen die Debitoren- oder Kreditorenbuchhaltung. Die Auslagerung ganzer Bereiche führt i. d. R. zum Selbstläufer und gerät unerwartet außer Steuerungs- und Kostenkontrolle, die nicht mehr zu kompensieren ist.

## Planung und Einrichtung
Bei der Planung und Einrichtung eines SSC sind folgende Punkte zu beachten:
- Welche Aufgaben und Funktionen in solchen organisatorischen Einheiten können zusammengefasst werden?
- Welche Kosten für die Leistungserstellung in einem Shared Service Center fallen an und welche Kosteneinsparungen gegenüber dem dezentralen Modell sind möglich bzw. sollen sein?
- Welche Leistungen, welche Service-Qualität und welche Service-Levels müssen erfüllt werden?
- Wie wird die Verteilung der Leistungen und der Kosten realisiert?
- Wie werden die Mitarbeiter auf ihre neuen Aufgaben vorbereitet?
- An welchem Standort soll das Shared Service Center aufgebaut werden?
- Wie werden die Prozesse mit der Umwelt des SSC koordiniert, neu gestaltet und optimiert?
- Kontinuierliche Überprüfung und Anpassung an den jeweiligen Bedarf.